# Carlos Carvalhal
Carlos Carvalhal, né le 4 décembre 1965 à Braga, est un ancien footballeur et entraîneur portugais.

## Biographie

### Joueur
Carlos Carvalhal joue principalement en faveur du Sporting Braga, son club formateur.
Au total, il dispute 197 matchs en 1re division portugaise et 62 matchs en 2e division portugaise.
Il reçoit par ailleurs 4 sélections en équipe du Portugal des moins de 21 ans lors de l'année 1987.

### Entraîneur
Carlos Carvalhal commence sa carrière d'entraîneur en 1998 au SC Espinho. Il y reste 2 saisons et assure par 2 fois des places en milieu de tableau de Liga Vitalis (7e et 9e). Jouissant d'une bonne réputation, il est recruté en 2000 par le club de Liga Sagres du CD Aves. Pour sa première saison dans un club de l'élite portugais, les résultats ne sont pas au rendez-vous et le CD Aves termine dernier du championnat. Il s'engage alors pour Leixões, en II Divisão (D3), où il a pour ambition de faire monter le club en D2.
En 2002, il entre dans l'histoire du football portugais en qualifiant Leixões pour la Coupe UEFA en atteignant la finale de la Coupe du Portugal (défaite 0-1 contre le Sporting). L'année suivante est couronnée de succès puisqu'il devient champion de II Divisão (D3).  En 2003, il quitte le club pour le Vitória Setúbal, club avec lequel il termine vice-champion de Liga Vitalis 2004 (D2).
De 2004 à 2006, il entraîne les Belenenses. Arrivé avec une belle réputation, il termine 9e puis 15e du championnat.
En 2006, il est de retour dans un club qu'il connait bien, le SC Braga. Il arrive avec une certaine pression, étant donné que le club a réalisé une de ses meilleurs saison sous la direction de Jesualdo Ferreira. Carlos Carvalhal réalise un piètre début de saison (8e à 8 points du leader à la 9e journée); il est licencié par le club après une défaite 0-3 face au Sporting CP. Peu de temps après, il s'engage pour le 12e du championnat, Beira Mar. Le succès n'est pas au rendez-vous et il est remplacé 3 mois plus tard par Francisco Soler (en) alors que le club pointe à la dernière place.
En 2008, alors qu'il entraîne le Vitória Setúbal, il réalise une bonne saison en amenant son équipe à la 6e place de la Liga Sagres 2008 et arrive en demi-finale de la Coupe du Portugal (défaite 0-3 contre le FC Porto). Il remporte aussi la première édition de la Coupe de la Ligue (contre le Sporting 0-0 3 à 2 t.a.b), ce qui assure au club la qualification en Coupe UEFA pour la saison suivante.
En fin de saison, désireux de relever un nouveau défi, il s'engage pour le club grec de l'Asteras Tripolis. Il résilie son contrat en novembre 2008 pour manque de résultats (le club est alors 12e au classement).
De retour au Portugal, il signe une saison et demie pour le CS Marítimo en février 2009 en remplacement du technicien brésilien Lori Sandri démissionnaire. Après avoir terminé 9e de la Liga Sagres 2009, il réalise un début de saison 2009-10 peu enthousiasmant, ce qui le conduit à être démis de ses fonctions en septembre 2009 alors que le club est 11e (avec 5 points en 6 journées).
Il a été nommé entraîneur du Sporting Portugal le 15 novembre 2009, en remplacement de Paulo Bento qui a démissionné quelques jours plus tôt.
Le 2 août 2011, il signe au Besiktas Istanbul JK, remplaçant l'entraineur Tayfur Havutçu impliqué dans des matchs truqués en Turquie. Il est néanmoins démit de ses fonctions au début du mois d'avril 2012. Son passage au Beşiktaş fut cependant remarqué et un véritable lien naît entre les supporters et Carvalhal, qui bénéficie d'un excellente cote de popularité dans le championnat turc. Le 16 mai 2012, il signe au club d'İstanbul Büyükşehir Belediyesi Spor Kulübü, autre club turc, ce qui constitue sa troisième expérience à l'étranger. Il démissionne le 12 novembre suivant.
Après près de trois ans d'inactivité, Carvalhal est nommé entraîneur de Sheffield Wednesday, en deuxième division anglaise, le 30 juin 2015. Il emmène notamment le club en finale des barrages de promotion lors de sa première saison, tombant finalement face à Hull City. Sa deuxième saison le voit une nouvelle fois atteindre le stade des barrages, où il est cette fois éliminé par Huddersfield Town dès les demi-finales. Un début de saison 2017-2018 compliqué l'amène à quitter le club par consentement mutuel le 24 décembre 2017.
Quatre jours seulement après son départ de Sheffield, Carvalhal est nommé entraîneur de Swansea City, en première division.

## Statistiques

### En tant que joueur
| Saison                | Club                  | Championnat           | Championnat | Championnat | Coupe(s) nationale(s) | Coupe(s) nationale(s) | Compétition(s) continentale(s) | Compétition(s) continentale(s) | Compétition(s) continentale(s) | Total | Total |
| Saison                | Club                  | Division              | M.          | B.          | M.                    | B.                    | Comp.                          | M.                             | B.                             | M.    | B.    |
| 1983-1984             | SC Braga              | Primeira Divisão      | 3           | 0           | 0                     | 0                     | -                              | -                              | -                              | 3     | 0     |
| 1984-1985             | SC Braga              | Primeira Divisão      | 4           | 0           | 0                     | 0                     | C3                             | 1                              | 0                              | 5     | 0     |
| Sous-total            | Sous-total            | Sous-total            | 7           | 0           | 0                     | 0                     | -                              | 1                              | 0                              | 8     | 0     |
| 1985-1986             | GD Chaves             | Primeira Divisão      | 28          | 0           | 0                     | 0                     | -                              | -                              | -                              | 28    | 0     |
| Sous-total            | Sous-total            | Sous-total            | 28          | 0           | 0                     | 0                     | -                              | -                              | -                              | 28    | 0     |
| 1986-1987             | SC Braga              | Primeira Divisão      | 26          | 1           | 0                     | 0                     | -                              | -                              | -                              | 26    | 1     |
| 1987-1988             | SC Braga              | Primeira Divisão      | 34          | 0           | 1                     | 0                     | -                              | -                              | -                              | 35    | 0     |
| Sous-total            | Sous-total            | Sous-total            | 60          | 1           | 1                     | 0                     | -                              | -                              | -                              | 61    | 1     |
| 1988-1989             | FC Porto              | Primeira Divisão      | 1           | 0           | 0                     | 0                     | -                              | -                              | -                              | 1     | 0     |
| 1989-1990             | SC Beira-Mar          | Primeira Divisão      | 23          | 0           | 0                     | 0                     | -                              | -                              | -                              | 23    | 0     |
| Sous-total            | Sous-total            | Sous-total            | 24          | 0           | 0                     | 0                     | -                              | -                              | -                              | 24    | 0     |
| 1990-1991             | SC Braga              | Primeira Divisão      | 24          | 0           | 0                     | 0                     | -                              | -                              | -                              | 24    | 0     |
| 1991-1992             | SC Braga              | Primeira Divisão      | 9           | 0           | 0                     | 0                     | -                              | -                              | -                              | 9     | 0     |
| Sous-total            | Sous-total            | Sous-total            | 33          | 0           | 0                     | 0                     | -                              | -                              | -                              | 33    | 0     |
| 1992-1993             | FC Tirsense           | Primeira Divisão      | 14          | 0           | 0                     | 0                     | -                              | -                              | -                              | 14    | 0     |
| Sous-total            | Sous-total            | Sous-total            | 14          | 0           | 0                     | 0                     | -                              | -                              | -                              | 14    | 0     |
| 1993-1994             | GD Chaves             | Segunda Divisão       | 27          | 3           | 0                     | 0                     | -                              | -                              | -                              | 27    | 3     |
| 1994-1995             | GD Chaves             | Primeira Divisão      | 17          | 0           | 0                     | 0                     | -                              | -                              | -                              | 17    | 0     |
| Sous-total            | Sous-total            | Sous-total            | 44          | 3           | 0                     | 0                     | -                              | -                              | -                              | 44    | 3     |
| 1995-1996             | SC Espinho            | Segunda Divisão       | 23          | 0           | 0                     | 0                     | -                              | -                              | -                              | 23    | 0     |
| 1996-1997             | SC Espinho            | Primeira Divisão      | 14          | 0           | 0                     | 0                     | -                              | -                              | -                              | 14    | 0     |
| 1997-1998             | SC Espinho            | Segunda Divisão       | 12          | 0           | 0                     | 0                     | -                              | -                              | -                              | 12    | 0     |
| Sous-total            | Sous-total            | Sous-total            | 51          | 0           | 0                     | 0                     | -                              | -                              | -                              | 51    | 0     |
| Total sur la carrière | Total sur la carrière | Total sur la carrière | 261         | 32          | 1                     | 0                     | -                              | 1                              | 0                              | 263   | 32    |

### En tant qu'entraîneur
| SC Espinho          | 1er juin 1998    | 7 novembre 1999   | 44  | 17  | 12  | 15  | 38,6 |
| SC Freamunde        | 21 novembre 1999 | 14 mai 2000       | 24  | 9   | 7   | 8   | 37,5 |
| FC Vizela           | 27 août 2000     | 10 décembre 2000  | 13  | 7   | 4   | 2   | 53,8 |
| CD Aves             | 10 décembre 2000 | 30 juin 2001      | 22  | 2   | 8   | 12  | 9,1  |
| Leixões SC          | 1er juillet 2001 | 8 décembre 2002   | 55  | 35  | 13  | 8   | 62,5 |
| Vitória Setúbal     | 1er juillet 2003 | 20 mai 2004       | 38  | 20  | 11  | 7   | 52,6 |
| CF Belenenses       | 21 mai 2004      | 27 octobre 2005   | 46  | 18  | 8   | 20  | 39,1 |
| SC Braga            | 26 août 2006     | 8 novembre 2006   | 113 | 6   | 2   | 5   | 46,1 |
| SC Beira-Mar        | 10 novembre 2006 | 8 janvier 2007    | 6   | 1   | 2   | 3   | 16,7 |
| Vitória Setúbal     | 23 mai 2007      | 13 mai 2008       | 43  | 19  | 16  | 8   | 44,2 |
| Asteras Tripolis    | 14 mai 2008      | 15 octobre 2008   | 8   | 1   | 4   | 5   | 12,5 |
| CS Marítimo         | 24 février 2009  | 28 septembre 2009 | 18  | 2   | 8   | 8   | 11,1 |
| Sporting CP         | 15 novembre 2009 | 9 mai 2010        | 33  | 16  | 7   | 10  | 48,5 |
| Besiktas JK         | 2 août 2011      | 2 avril 2012      | 47  | 22  | 9   | 16  | 46,8 |
| İstanbul BB         | 16 mai 2012      | 12 novembre 2012  | 12  | 3   | 2   | 7   | 25,0 |
| Sheffield Wednesday | 30 juin 2015     | 24 décembre 2017  | 131 | 56  | 37  | 38  | 42,7 |
| Swansea City        | 28 décembre 2017 | 18 mai 2018       | 25  | 8   | 8   | 9   | 32,0 |
| Total               | Total            | Total             | 579 | 242 | 158 | 179 | 41,8 |

## Palmarès de joueur
- Primeira Divisão : 
  - Vice-champion en 1989  avec le FC Porto.

- Segunda Divisão :
  - Troisième et promu en 1994 avec le CD Aves et en 1996 avec le SC Espinho.

## Palmarès d’entraîneur
Leixões SC
- Finaliste de la Coupe du Portugal en 2002
- Segunda Divisão : 2003

 Vitória Setúbal
- Coupe de la ligue : 2008

 Sporting Braga
- Coupe du Portugal : 2021